# SG Pegasus
SG Pegasus (voluit: SG Pegasus Rommerscheid 1991 e. V.) is een Duitse korfbalvereniging.

## Geschiedenis
De club is opgericht in 1991.

## Erelijst
- Duits kampioen, 7x (2013, 2015, 2017, 2018, 2019, 2022, 2024)

## Europees
Pegasus deed meerdere malen mee met de Europacup. Het beste resultaat was de 3e plaats in de editie van 2018 en 2020.